# Коппола, Кармайн
Кармайн Коппола (англ. Carmine Coppola; 11 июня 1910 — 26 апреля 1991) — американский кинокомпозитор, флейтист, монтажёр, музыкальный режиссёр и автор музыки к кинофильмам, большинство из которых снял его сын Фрэнсис Форд Коппола.

## Личная жизнь
Кармайн Коппола родился в Нью-Йорке, в семье Мари (дев. Заза) и Агостино Копполы. Его брат — Антон Коппола. Он отец Августа Копполы, Фрэнсиса Форда Копполы и Талии Шайр, и дед Николаса Кейджа, Софии Копполы, Романа Копполы, Джейсона Шварцмана и Роберта Шварцмана. Его жена, Италия, умерла в 2004 году в Лос-Анджелесе. Коппола умер в Нортридже (штат Калифорния) в возрасте 80 лет. Коппола и его жена похоронены на кладбище в Сан-Фернандо. После его смерти внук Копполы, Роберт Шварцман поменял свою фамилию на «Кармайна», в знак уважения к своему деду.

## Карьера
Кармайн Коппола играл на флейте. Он учился в «Джульярде», позже в «Манхэттенской музыкальной школе» и в частном порядке с Иосифом Шиллингером. В течение 1940-х Коппола работал под руководством Артуро Тосканини с симфоническим оркестром NBC. Затем, в 1951 году, Коппола покинул Оркестр, преследуя мечту сочинять музыку. В течение этого времени он в основном работал дирижёром оркестра на Бродвее и в других местах. Для фильма своего сына Фрэнсиса Форда Копполы «Радуга Финиана» (1968) он написал дополнительную музыку. Кармайн участвовал в написании музыки для свадебной сцены фильма «Крёстный отец» (1972). Позднее он написал дополнительную музыку к «Крёстному отцу 2» (1974); основной композитор фильма Нино Рота и Кармайн вместе выиграли премию «Оскар» за лучшую музыку к фильму. Он также написал большую часть музыки к фильму «Крёстный отец 3». Он появляется в камео во всех фильмах «Крёстного отца» в роли дирижёра.
Кармайн и Фрэнсис вместе написали музыку к фильму «Апокалипсис сегодня» (1979), за который они выиграли премию «Золотой глобус» за лучшую музыку к фильму. Он также сочинил 3,5-часовой саундтрек для восстановленного Кевином Браунлоу фильма Абеля Ганса «Наполеон» (1927). Кармайн сочинил музыку к фильму «Чёрный скакун» (1979), в котором Фрэнсис был исполнительным продюсером, и к четырём другим фильмам, снятым его сыном в 1980-х.
В аудиокомментариях DVD-издании фильма «Крёстный отец 3» Фрэнсис вспоминал, как на съёмках открывающей фильм свадебной церемонии Кармайн пропустил реплику, чего за ним в прошлом никогда не водилось. В этот момент режиссёр понял, что жить его отцу осталось недолго. Так и случилось — Кармайн умер менее чем через четыре месяца после премьеры третьего фильма.

## Фильмография
- Крёстный отец / The Godfather (1972, добав. композитор)
- Крёстный отец 2 / The Godfather Part II (1974, дирижёр/добав. композитор (саундтрек)/музыкальный режиссёр)
- Чёрный скакун / The Black Stallion (1979, композитор (саундтрек))
- Апокалипсис сегодня / Apocalypse Now (1979, композитор (саундтрек))
- Изгои / The Outsiders (1983, композитор (саундтрек))
- Сады камней / Gardens of Stone (1983, композитор (саундтрек))
- Такер: Человек и его мечта / Tucker: The Man and His Dream (1988, добав. композитор (саундтрек)/автор песен)
- Нью-йоркские истории / New York Stories (эпизод «Жизнь без Зои») (1989, композитор (саундтрек)/актёр: «Уличный музыкант»)
- Крёстный отец 3 / The Godfather Part III (1990, композитор (саундтрек)/музыкальный режиссёр)
- Первокурсник / The Freshman (1990, автор песен)